# David Khayat
David Khayat (27 agosto 1956) è un medico oncologo francese di fama mondiale.
Ha frequentato dal 1974 al 1980 l'università di Nizza, dove si è laureato. Pochi anni dopo ha conseguito un Master of Science nel campo dell'immunologia tumorale.
Nel 1990 è diventato il responsabile del reparto di medicina oncologica dell'ospedale Pitié-Salpêtrière, dove ha continuato a portare avanti le sue ricerche riguardo l'immunologia tumorale e innovativi medicinali anti-tumorali.
Ha pubblicato più di 500 articoli scientifici nel campo dell'oncologia e della farmacologia.
Attualmente sta svolgendo degli studi che riguardano fattori predittivi della risposta all'immunoterapia in pazienti affetti da melanoma; sta inoltre effettuando un'opera di test su diversi agenti che possono risultare molto utili nella cura di differenti tipi di tumori, come quello colonrettale, polmonare, al seno e alla pelle.
Dall'aprile del 2004 è il presidente dell'Istituto Nazionale dei Tumori francese.
È sposato ed è padre di tre figlie.
È inoltre autore di diversi libri di divulgazione, come Speranza di domani (in cui spiega in maniera estremamente semplice la genesi della malattia tumorale e le sue cure attuali e future) e, inoltre, di alcuni thriller medici.